# BIG SUNSHINE/西城秀樹
『BIG SUNSHINE/西城秀樹』（ビッグ・サンシャイン さいじょうひでき）は、西城秀樹の12枚目のオリジナル・アルバム。1980年8月21日にRCAから発売された。

## 解説
- 新しい作家陣を数多く起用したアルバムであり、鈴木キサブロー、大津あきら、若草恵などはその後もいくつもの作品を手がけることになる。
- シングル曲「俺たちの時代」の別アレンジ・バージョンが収録されている。
- 2022年12月23日、GOH HOTODAによるデジタルリマスタリング復刻盤（Blu-spec CD2、紙ジャケット仕様）が発売された。

## 収録曲
| #   | タイトル                     | 作詞                                    | 作曲            | 編曲       |
| --- | ---------------------------- | --------------------------------------- | --------------- | ---------- |
| A1. | 「CARRY ON」                 | あまがいりゅうじ                        | 小田裕一郎      | 井上鑑     |
| A2. | 「BIG SUNSHINE」             | 大津あきら                              | 鈴木キサブロー  | 戸塚修     |
| A3. | 「涙のスローモーション」     | 岡田冨美子                              | 浜田金吾        | 戸塚修     |
| A4. | 「ムーンライト・ダンシング」 | 三浦徳子                                | 水谷公生        | 佐藤準     |
| A5. | 「ショッキング」             | 宮下康仁                                | 筒美京平        | 水谷公生   |
| B1. | 「GOOD-BYE BLUE TRAIN」      | 大津あきら                              | 鈴木キサブロー  | 若草恵     |
| B2. | 「TRUE LOVE」                | 安井かずみ                              | 加藤和彦        | 船山基紀   |
| B3. | 「美しき言葉を」             | 伊達歩                                  | 馬飼野康二      | 馬飼野康二 |
| B4. | 「SEXY ANGEL」               | 松本礼児                                | 幸耕平 松川正平 | 松井忠重   |
| B5. | 「俺たちの時代」             | 熊野昌人（原作詞） たかたかし（補作詞） | 水谷公生        | 佐藤準     |